# NGC 5568
NGC 5568 este o galaxie spirală situată în constelația Boarul. A fost descoperită în 27 mai 1886 de către Guillaume Bigourdan⁠(d).